# Batterij van Houlgate
De batterij van Houlgate was een kustbatterij in Normandië tijdens de Tweede Wereldoorlog. Het complex werd door Organisation Todt, nabij het Franse dorp Houlgate, gebouwd. De Duitsers hadden de batterij bewapend met zes 155 mm kanonnen, aanvankelijk geplaatst in kuilen. Daarnaast was er een vuurgeleidingsbunker aanwezig en ondergrond bevonden zich enkele kelders en opslagplaatsen.
In het voorjaar van 1944 werden slechts twee kanonnen beschermd door kazematten; de andere bleven opgesteld in de kuilen. Tijdens de bombardementen in het voorjaar voorafgaand aan de geallieerde landing in Normandië, werden twee kanonnen vernietigd. De twee overgebleven 'vrijstaande' kanonnen werden in mei landinwaarts geplaatst. Ze werden door de Duitsers goed gecamoufleerd en wisselden regelmatig van positie. Als resultaat daarvan wisten deze twee kanonnen tot eind juni de geallieerden op Sword Beach onder vuur te nemen. 